# Douglas C-133 Cargomaster
Дуглас C-133 «Каргомастер» (англ. Douglas C-133 Cargomaster) — американский военно-транспортный самолёт, эксплуатировавшийся в 1950—1960-х годах.

## История
В 1953 году фирма Дуглас начала работу над проектом военно-транспортного самолёта для перевозки грузов особо крупного размера. В результате был создан самый большой американский транспортный самолёт на тот момент. Прототипы C-133 не строились — первый полёт, состоявшийся 23 апреля 1956 года, был выполнен серийной машиной C-133A. Поставки «Каргомастеров» ВВС США начались в августе 1957 года. Серийное производство самолётов закончилось в 1961 году, всего построено 50 экземпляров.
Внешне «Каргомастер» напоминал удлинённый C-130 «Геркулес». Он имел герметичный транспортный отсек с обогревом и системой вентиляции (длина — 27,5 м, высота — 3,7 м, объём — 1210 м³). C-133 использовались в основном для перевозки баллистических ракет «Атлас», «Титан», «Минитмен», а во второй половине 1960-х привлекались к переброске военной техники и снаряжения в Южный Вьетнам. В своих целях их применяло и НАСА. C-133 был достаточно проблемным самолётом: в катастрофах и происшествиях было потеряно 10 машин, то есть каждая пятая из числа построенных. К началу 1970-х годов C-133 морально устарел, кроме того, износ самолётов оказался больше ожидаемого. В 1971 году ВВС США завершили эксплуатацию «Каргомастера». На смену ему пришёл C-5 «Гэлэкси».
На раннем этапе эксплуатации C-133 установили несколько мировых рекордов, лишь один из которых, однако, был зарегистрирован официально: в декабре 1958 года «Каргомастер» поднял груз массой 53 480 кг на высоту 3000 м.

## Варианты
- C-133A: военно-транспортный самолёт с четырьмя турбовинтовыми двигателями Пратт-Уитни T34-P-3, на машинах позднего выпуска устанавливались более мощные Пратт-Уитни T34-P-7WA. Построено 35 машин.
- C-133B: вариант с двухстворчатыми дверями грузового отсека и двигателями Пратт-Уитни T34-P-9W. Построено 15 машин.

## Тактико-технические характеристики
| ТТХ C-133 различных модификаций |                       |                       |
| Характеристика                  | C-133A                | C-133B                |
| Технические характеристики      |                       |                       |
| Экипаж                          | 6 человек             | 6 человек             |
| Длина, м                        | 48,0                  | 48,0                  |
| Размах крыла, м                 | 54,78                 | 54,78                 |
| Высота, м                       | 14,7                  | 14,7                  |
| Площадь крыла, м²               | 248,32                | 248,32                |
| Масса пустого, кг               | 54 550                | 49 631                |
| Максимальная взлётная масса, кг | 129 700               | 130 000               |
| Масса полезной нагрузки, кг     | 50 000                | 50 000                |
| Двигатель                       | Пратт-Уитни T34-P-7WA | Пратт-Уитни T34-P-9W  |
| Мощность, кВт/л. с.             | 4×4849 кВт/6500 л. с. | 4×5586 кВт/7500 л. с. |
| Лётные характеристики           |                       |                       |
| Максимальная скорость, км/ч     | 580                   | 578                   |
| Крейсерская скорость, км/ч      | 525                   | 519                   |
| Практическая дальность, км      | 6480                  | 6590                  |
| Практический потолок, м         | 9150                  | 9800                  |